# Chios (schaap)

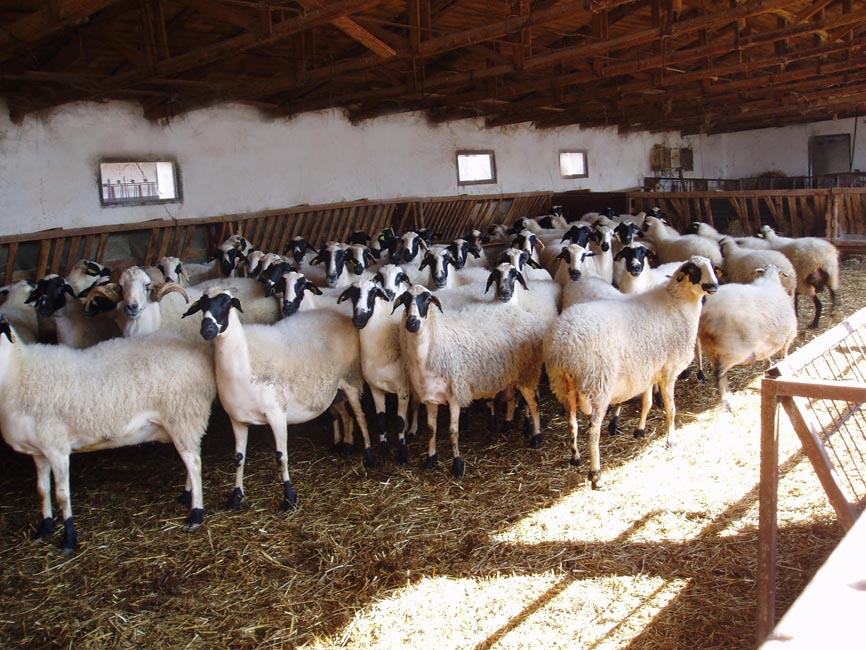
Chiosschapen in een stal

De chios is een schapenras uit het Griekse eiland Chios. Het is een dikstaarttype en wordt vooral gehouden voor de productie van schapenmelk. De ooien kunnen gedurende lactatieperiode van 210 dagen zo'n 120 tot 272 kg melk produceren. De melk wordt gebruikt om verschillende soorten kazen te maken, waaronder feta, batzos, manouri en vele andere.
Ooien kunnen twee keer per jaar lammeren met gemiddeld zo'n 1,5 tot 2,3 lammeren per worp. Het gemiddelde gewicht bij de geboorte is 3,6 tot 3,9 kg. Na 45 dagen wegen lammeren gemiddeld 14,7 tot 15,9 kg.